# Karl Stürgkh
Karl Graf von Stürgkh, né à Graz le 30 octobre 1859 et mort assassiné à Vienne le 21 octobre 1916, est une personnalité politique autrichienne.

## Carrière politique
Le comte Stürgkh commence sa carrière politique lorsqu'il entre au Reichsrat en 1891. De 1909 à 1911 il est ministre de l'Éducation dans le gouvernement de Bienerth. 

## Président du Conseil
Il est nommé ministre-président d'Autriche le 3 novembre 1911. Au départ, il dirige un ministère "technique", composé de hauts-fonctionnaires, gérant l'Autriche au jour le jour, disposant de pouvoirs spéciaux, en accord avec l'article 14 de la constitution de 1867. 
Il parvient à surmonter la crise liée à l'obstruction des groupes allemands et tchèques au Reichsrat de Vienne en le prorogeant durant l'année 1912. Son ministère est autoritaire, mais il tente de mettre en place un cabinet appuyé sur une partie du parlement, mais il échoue, renvoyant le parlement en vacance pour une durée indéterminée en 1913. Cependant, la même année, il est obligé de dissoudre la diète de Bohême et mettre en place une commission impériale chargée de gouverner la province.
Lors de la crise de juillet 1914, le président du conseil autrichien, partisan du maintien de l'alliance de la double monarchie avec le Reich, participe au processus qui aboutit à la mise en place d'une politique de fermeté à l'encontre de la Serbie, se prononçant pour l'entrée en guerre contre le royaume dès le conseil de la couronne du 7 juillet, puis lors des consultations entre civils et militaires dans la phase précédant la remise de l'ultimatum.
Pendant la guerre l'impopularité de Stürgkh auprès de la population autrichienne est de plus en plus importante au fil du conflit. Les populations slaves sont systématiquement suspectées du pire et lui reprochent son refus obstiné de convoquer le Reichsrat, systématiquement écartée de la gestion du conflit. 
Le mode de gestion de la vie politique en Autriche (Pierre Renouvin parle de « système Stürgkh ») constitue une réussite apparente : l'ordre public n'est pas troublé, les minorités nationales ne s'opposent pas à la monarchie, mais contribue à détacher les populations slaves d'un État dont elles n'attendent plus rien.
Cette gestion aboutit à placer le pouvoir civil sous le contrôle de l'état-major général de la double monarchie.

## Assassinat
Le chef du gouvernement est finalement abattu dans un restaurant viennois le 21 octobre 1916 par Friedrich Adler, le fils du chef social-démocrate Victor Adler, mettant ainsi fin au système politique attaché à son nom.
L'empereur François-Joseph remplace le ministre défunt par Ernest von Koerber, tandis que l'assassin est condamné à mort. Toutefois François-Joseph meurt un mois plus tard, et le nouvel empereur Charles Ier commue la peine d'Adler en dix-huit ans d'emprisonnement.